# 耳葉青蘚
耳葉青蘚（学名：Brachythecium auriculatum）为真蘚科青蘚屬下的一个种。

## 扩展阅读
- 維基物種上的相關：耳葉青蘚